# Hasso Plattner Institute of Design
Das Hasso Plattner Institute of Design (d.school) ist eine Einrichtung an der Stanford University in Palo Alto zur interdisziplinären Entwicklung von Innovationen mithilfe der Methode des Design Thinkings.  Geleitet wird das Institut von David Kelley, dem Gründer von IDEO.

## Entstehungsgeschichte
Die Idee einer interdisziplinären Innovationsschule im universitären Kontext entstand an der Fakultät für Ingenieurwissenschaften der Stanford-Universität. Die Professoren John E. Arnold und Robert McKim pflegten dort eine lange Tradition der kreativen, nutzenorientierten Entwicklung von Produktdesign, das sogenannte Human-Centered Design. David Kelley, ebenfalls Professor an der Stanford-Universität, entwickelte ihr Konzept weiter zur Methode des Design Thinkings. Zum Gründungsteam der Stanforder d.school im Jahr 2004 gehörten David Kelley als Leiter sowie David Beach (Maschinenbau), George Kembel, Larry Leifer (Maschinenbau), James M. Patell (Wirtschaftswissenschaft), Bernie Roth (Maschinenbau), Robert I. Sutton (Wirtschaftsingenieurwesen) und Terry Winograd (Informatik). Der Mäzen Hasso Plattner unterstützte dieses Projekt finanziell. 2005 investierte er 35 Millionen Dollar in den Aufbau der d.school, fortan auch unter dem Namen Hasso Plattner Institute of Design bekannt.

## Bekannte Dozenten
(Quelle: )
- Jennifer Aaker
- Albert Bandura
- Londa Schiebinger
- Tina Seelig
- Michael Shanks
- Robert I. Sutton
- Jennifer Widom

## Kooperationen
2007 setzte Hasso Plattner die Idee mit der Gründung der HPI School of Design Thinking am Hasso-Plattner-Institut in Potsdam auch in Deutschland um. Die beiden Institute pflegten über das HPI-Stanford Design Thinking Research Program (2008–2022) eine enge Forschungszusammenarbeit. Neben dem Austausch von Studenten und Wissenschaftlern gibt es einen jährlich stattfindenden Workshop zum Thema Design Thinking. Ebenso werden über die Achse zwischen Potsdam und Palo Alto deutsche Unternehmen in gemeinsame internationale Entwicklungsprojekte eingebunden. Mit Hilfe von Tele-Teaching-Technik wird die Durchführung solcher Projekte erleichtert. Außerdem gibt es einen Austausch von Lehrinhalten und anderen Materialien.